# Cadre-71/2-Weltmeisterschaft 1937

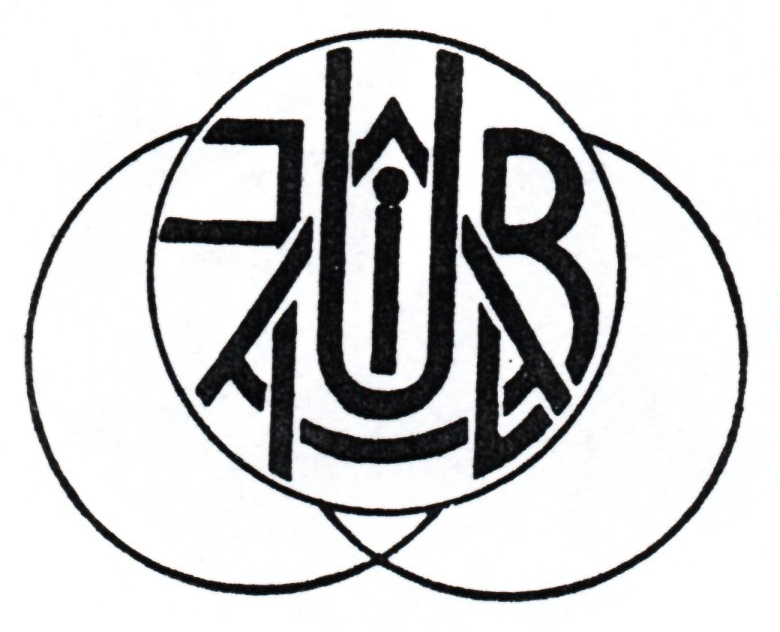
Logo UIFAB (ausrichtender Verband)

Veranstaltungsort: Malo-les-Bains

Die Cadre-71/2-Weltmeisterschaft 1937 war die achte Cadre 71/2 Weltmeisterschaft. Das Turnier fand vom 17. bis zum 20. Mai 1937 in Malo-les-Bains, der Strandregion der französischen Stadt Dunkerque (Dünkirchen),  statt. Es war die sechste Cadre-71/2-Weltmeisterschaft in Frankreich.

## Geschichte
Zum fünften Mal, davon vier Mal in Folge, gewann Gustave van Belle die Weltmeisterschaft in Cadre 71/2. Ungeschlagen verwies er den Österreicher Ernst Reicher auf Platz zwei. Die vierte Medaille bei einer Cadre 71/2 Weltmeisterschaft sicherte sich der Franzose Constant Côte.

## Turniermodus
Es wurde eine Finalrunde im Round Robin System bis 300 Punkte gespielt. Bei MP-Gleichstand wird in folgender Reihenfolge gewertet:
1. MP = Matchpunkte
2. GD = Generaldurchschnitt
3. HS = Höchstserie

## Abschlusstabelle
| MP    | Match Points (Sieger = 2; Unentschieden = 1; Verlierer = 0) |
| Pkte. | Erzielte Karambolagen                                       |
| Aufn. | Benötigte Versuche                                          |
| GD    | Generaldurchschnitt                                         |
| BED   | Bester Einzeldurchschnitt eines Spielers                    |
| HS    | Höchstserie                                                 |
|       | Bester GD des Turniers                                      |
|       | Bester ED des Turniers                                      |
|       | Beste HS des Turniers                                       |
|       | 1. Platz (Gold)                                             |
|       | 2. Platz (Silber)                                           |
|       | 3. Platz (Bronze)                                           |

| Platz                      | Name              | MP   | Pkte. | Aufn. | GD    | BED   | HS  |
| -------------------------- | ----------------- | ---- | ----- | ----- | ----- | ----- | --- |
| 1                          | Gustave van Belle | 14:0 | 2100  | 145   | 14,48 | 17,64 | 79  |
| 2                          | Ernst Reicher     | 9:5  | 1972  | 190   | 10,37 | 13,63 | 106 |
| 3                          | Constant Côte     | 8:6  | 2019  | 153   | 13,19 | 17,64 | 125 |
| 4                          | Jean Galmiche     | 8:6  | 1829  | 187   | 9,78  | 11,11 | 51  |
| 5                          | Jan Wiemers       | 6:8  | 1754  | 205   | 8,55  | 13,04 | 79  |
| 6                          | Werner Sorge      | 4:10 | 1721  | 192   | 8,96  | 17,64 | 71  |
| 7                          | Juan Butrón       | 4:10 | 1615  | 216   | 7,47  | 9,67  | 62  |
| 8                          | Théo Moons        | 3:11 | 1734  | 174   | 9,96  | 12,00 | 85  |
| Turnierdurchschnitt: 10,08 |                   |      |       |       |       |       |     |